# (2115) Irakli
(2115) Irakli es un asteroide que forma parte del cinturón de asteroides y fue descubierto el 24 de octubre de 1976 por Richard Martin West desde el Observatorio de La Silla, Chile.

## Designación y nombre
Irakli se designó inicialmente como 1976 UD.
Posteriormente fue nombrado en honor de Irakli West, hijo del descubridor.

## Características orbitales
Irakli está situado a una distancia media del Sol de 3,011 ua, pudiendo alejarse hasta 3,162 ua y acercarse hasta 2,861 ua. Tiene una inclinación orbital de 8,977° y una excentricidad de 0,04997. Emplea en completar una órbita alrededor del Sol 1909 días.